# Dorylaea dacrydii
Dorylaea dacrydii är en kackerlacksart som först beskrevs av Hanitsch 1923.  Dorylaea dacrydii ingår i släktet Dorylaea och familjen storkackerlackor. Inga underarter finns listade i Catalogue of Life.